# Comuna Diulmeni, Tarutino
Diulmeni (în ucraineană Ярове, transliterat: Iarove, în bulgară Гюлемен, transliterat: Ghiulemen) este o comună în raionul Tarutino, regiunea Odesa, Ucraina, formată din satele Diulmeni (reședința) și Malu Mare.

## Demografie
Componența lingvistică a comunei Diulmeni
     Bulgară (62,94%)
     Rusă (14,03%)
     Română (13,81%)
     Ucraineană (7,64%)
     Alte limbi (0,05%)
Conform recensământului din 2001, majoritatea populației comunei Diulmeni era vorbitoare de bulgară (62,94%), existând în minoritate și vorbitori de rusă (14,03%), română (13,81%) și ucraineană (7,64%).